# Liste der Kulturgüter in Céligny
Die Liste der Kulturgüter in Céligny enthält alle Objekte in der Gemeinde Céligny im Kanton Genf, die gemäss der Haager Konvention zum Schutz von Kulturgut bei bewaffneten Konflikten, dem Bundesgesetz vom 20. Juni 2014 über den Schutz der Kulturgüter bei bewaffneten Konflikten sowie der Verordnung vom 29. Oktober 2014 über den Schutz der Kulturgüter bei bewaffneten Konflikten unter Schutz stehen.
Objekte der Kategorien A und B sind vollständig in der Liste enthalten, Objekte der Kategorie C fehlen zurzeit (Stand: 1. Januar 2023).

## Kulturgüter
| Foto |                                                                                        | Objekt                                                                 | Kat. | Typ | Standort                               | Beschreibung |
| ---- | -------------------------------------------------------------------------------------- | ---------------------------------------------------------------------- | ---- | --- | -------------------------------------- | ------------ |
| ja   | Datei hochladen · Wikidata zu Domaine de Garengo (Q11503134)                           | Domaine de Garengo KGS-Nr.: 02402                                      | A    | G   | Route de Céligny 73–77 504239 / 133911 |              |
| ja   | Datei hochladen · Wikidata zu Domaine de l’Elysée (Q11722336)                          | Domaine de l’Elysée KGS-Nr.: 02403                                     | A    | G   | Route de Crans 6–12 504368 / 134038    |              |
| ja   | Datei hochladen · Wikidata zu Reformierte Kirche und Pfarrhaus von Céligny (Q29699704) | Reformierte Kirche und Pfarrhaus / Temple et presbytère KGS-Nr.: 02404 | B    | G   | Route de Céligny 67 504289 / 133955    |              |
| BW   | Datei hochladen · Wikidata zu Bauernhof La Grande Coudre (Q29699689)                   | Bauernhof La Grande Coudre / Ferme la Grande Coudre KGS-Nr.: 10013     | B    | G   | Route des Coudres 207 502551 / 133607  |              |